# Lauren Clinton
Lauren Clinton (ur. 9 września 1993) – amerykańska aktorka dziecięca.

## Filmografia
- Most do Terabithii jako Janice Avery
- Captain C-Vlocker jako Young Henrietta